# Journal of Veterinary Internal Medicine
Das Journal of Veterinary Internal Medicine ist eine wissenschaftliche Fachzeitschrift auf dem Gebiet der Tiermedizin. Sie wird vom Verlag Wiley für das American College of Veterinary Internal Medicine, das European College of Veterinary Internal Medicine, das European College of Veterinary Neurology und das European College of Equine Internal Medicine herausgegeben.
Zum Januar 2015 wechselte die Zeitschrift zu einem Open-Access-Format. Die vorher (seit 1987) veröffentlichten Artikel sind frei zugänglich.